# Hugo Silva
Rafael Hugo Fernandez Silva (Madrid, 10 maggio 1977) è un attore spagnolo.
È uno dei sex symbol spagnoli: è stato considerato l'uomo più desiderato di Spagna del 2010, secondo La Flecha.

## Biografia
Hugo Silva ha cominciato a lavorare come elettricista, ma con l'incoraggiamento di sua madre ha presto deciso di intraprendere la carriera di attore. Ha iniziato i suoi studi nel "RESAD" (Real Escuela Superior de Arte Dramático, la scuola di teatro più grande di Spagna), che gli ha permesso di perfezionarsi anche nel canto e nello studio di chitarra. Ha fondato anche una band chiamata "INORDEM".
Negli anni '90 ha avuto l'opportunità di partecipare al programma televisivo spagnolo Crónicas Marcianas, che lo ha aiutato a ottenere una certa notorietà. Gli è stato poi affidato un ruolo principale nella serie televisiva Al Salir de Clase, basato sulle vite di studenti di liceo spagnoli.
Nel 2005, dopo aver interpretato un ruolo nella serie Paco y Veva, Hugo Silva ha debuttato impersonando Lucas Fernández in Los hombres de Paco, una serie che ha fatto in media quasi quattro milioni di telespettatori per episodio e che lo ha consacrato al successo.
Da questo momento ha alternato lavori televisivi soprattutto per la catena televisiva "Antena 3" a lavori per il grande schermo, alcuni dei quali sono stati distribuiti al di fuori dei confini nazionali.
Dal 2016 partecipa alla seconda serie di El ministerio del tiempo interpretando la parte di Jesús Méndez "Pacino".

## Filmografia parziale
- Terca Vida, regia di Fernando Huertas (2000)
- Reinas - Il matrimonio che mancava, regia di Manuel Gomez Pereira 2005
- El hombre de arena, regia di José Manuel González (2007)
- Mentiras y gordas, regia di David Menkes, Alfonso Albacete (2009)
- Agallas, regia di Samuel Martín Mateos, Andrés Luque Pérez (2009)
- Que se mueran los feos, regia di Nacho G. Velilla (2010)
- Lo contrario al amor, regia di  Vicente Villanueva (2011)
- En fuera de juego, regia di David Marqués (2012)
- El cuerpo, regia di Oriol Paulo (2012)
- Le streghe son tornate, regia di Álex de la Iglesia (2013)
- Gli amanti passeggeri, regia di Pedro Almodóvar (2013)
- Musarañas, regia di Juanfer Andrés e Esteban Roel (2014)
- Mi gran noche, regia di Álex de la Iglesia (2015)
- Guernica - Cronaca di una strage (Gernika), regia di Koldo Serra (2016)
- En tu cabeza, regia di Daniel Sánchez Arévalo, Alberto Ruiz Rojo, Borja Cobeaga, Kike Maíllo (2016)
- Tenemos que hablar, regia di David Serrano (2016)
- La zona (2017)
- Sordo, regia di Alfonso Cortés-Cavanillas (2019)
- La cuoca di Castamar (2021)